# محمد الأمين أحمد
مْحَمد الأمينْ اَحْمَدْ كاتب صحراوي، يعتبر عضو امانة جبهة البوليساريو سابقا وأول وزير أول في الحكومة الصحراوية التي تشكلت في المنفى قبل أكثر من ثلاثين سنة. كما شارك في المؤتمر التأسيسي الأول للبوليساريو وحل الجماعة التي كانت إسبانيا أسستها ضمن سياستها وضع الإقليم تحت وصاية الحكم الذاتي ضمن المملكة الأسبانية الإقليمية.